# Anton Ludwig von Schwartzenfels
Anton Ludwig von Schwartzenfels, auch Anthon Ludwig von Schwartzenfels und Anton Ludwig von Schwarzenfels (* 19. Mai 1678 in Altenberga; † 27. Juli 1725 in Gotha) war sachsen-gothaischer Geheimer Rat, Kammerdirektor und Kreishauptmann zu Altenburg. Er besaß die Rittergüter Uhlstädt, Altenberga, Altendorf und Rodigast (heute Rodias).

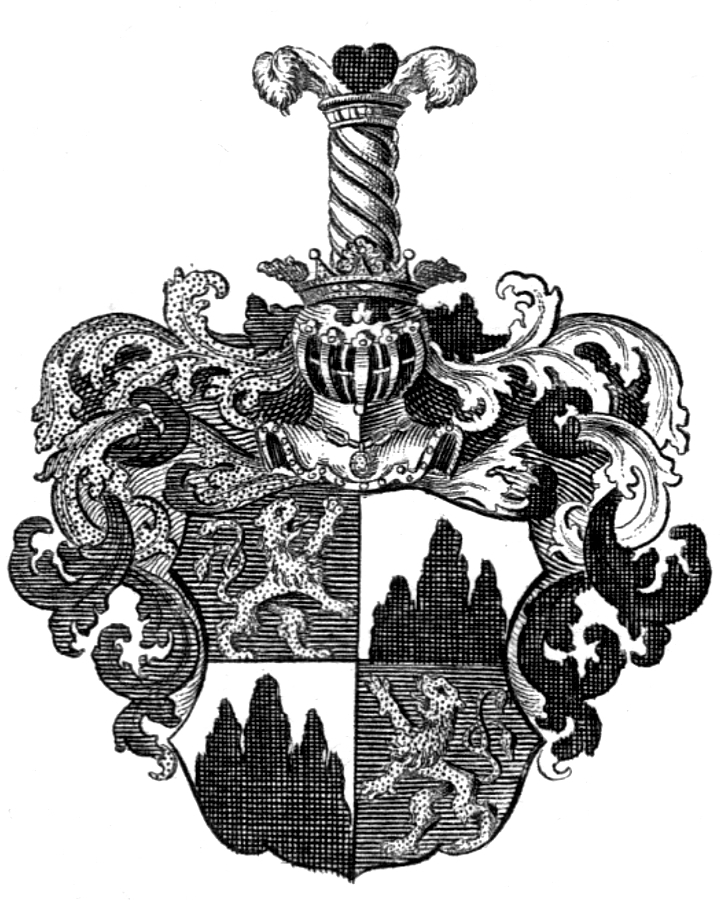
Redendes Wappen derer von Schwarzenfels, mit dem schwarzburgischen Löwen und schwarzem Felsen

Er war der Sohn des Anton Günther von Schwartzenfels und der Anna Maria geb. von Schönberg, sowie Enkel des 1641 in den Reichsadelsstand nobilitierten Johann Heinrich Oberhaupt von Schwarzenfels, des 1604 geborenen, unehelichen Sohnes des Grafen Anton Heinrich von Schwarzburg und Hohnstein zu Sondershausen.
Seine Ehefrau war Dorothea Freiin von Münchhausen (5. September 1685 – 3. Juli 1736). Aus der 1702 geschlossenen Ehe (Heiratsbrief 28. September 1700) ging der 1712 geborene Sohn Anton Gerlach von Schwartzenfels hervor, der später Reichskammergerichtsassessor wurde. 1721 wurde seine Tochter Sophia Elisabeth geboren.